# Liste des sites Natura 2000 de Malte
Cet article recense les sites Natura 2000 de Malte.

## Statistiques
En 2018, Malte compte 52 sites classés Natura 2000.

## Liste
| Site                                                                 | Superficie (ha) | Fiche     | Coordonnées                       | Photo |
| -------------------------------------------------------------------- | --------------- | --------- | --------------------------------- | ----- |
| Filfla (île) et les îlets environnants                               | +0 0006,58      | MT0000016 | 35° 47′ 18″ nord, 14° 24′ 33″ est |       |
| Għar Dalam                                                           | +0 0000,17      | MT0000011 | 35° 50′ 11″ nord, 14° 31′ 41″ est |       |
| Citadelle de Gozo                                                    | +0 0002,07      | MT0000013 | 36° 02′ 51″ nord, 14° 14′ 25″ est |       |
| Il-Ballut ta' Marsaxlokk                                             | +00023,3        | MT0000014 | 35° 50′ 26″ nord, 14° 33′ 04″ est |       |
| Il-Ballut tal-Wardija                                                | +00020,37       | MT0000003 | 35° 56′ 22″ nord, 14° 23′ 08″ est |       |
| Il-Gzejjer ta' San Pawl (Selmunett)                                  | +00010,75       | MT0000022 | 35° 58′ 01″ nord, 14° 24′ 07″ est |       |
| Il-Maghluq tal-Bahar ta' Marsaskala                                  | +0 0004,42      | MT0000023 | 35° 51′ 44″ nord, 14° 33′ 45″ est |       |
| Il-Maqluba                                                           | +0 0002,62      | MT0000004 | 35° 49′ 55″ nord, 14° 27′ 30″ est |       |
| Il-Qortin tal-Magun u l-Qortin il-Kbir                               | +00053,49       | MT0000026 | 36° 03′ 00″ nord, 14° 18′ 38″ est |       |
| Is-Salini                                                            | +00023,67       | MT0000007 | 35° 56′ 49″ nord, 14° 25′ 21″ est |       |
| Is-Simar (limiti ta' San Pawl il-Bahar)                              | +00058,38       | MT0000006 | 35° 56′ 47″ nord, 14° 22′ 46″ est |       |
| Ix-Xaghra tal-Kortin                                                 | +00012,61       | MT0000010 | 35° 57′ 23″ nord, 14° 23′ 24″ est |       |
| Comino et les îlets environnants                                     | +00294,66       | MT0000017 | 36° 00′ 47″ nord, 14° 20′ 14″ est |       |
| L-Ghadira s-Safra                                                    | +0 0001,54      | MT0000008 | 35° 57′ 08″ nord, 14° 26′ 42″ est |       |
| L-Ghar tal-Iburdan u l-Inhawi tal-Madwar                             | +00069,13       | MT0000025 | 35° 52′ 26″ nord, 14° 23′ 11″ est |       |
| L-Inhawi ta' Ghajn Barrani                                           | +00054,56       | MT0000001 | 36° 04′ 08″ nord, 14° 16′ 16″ est |       |
| L-Inhawi ta' Pembroke                                                | +00096,75       | MT0000002 | 35° 56′ 03″ nord, 14° 28′ 51″ est |       |
| L-Inhawi ta' Ta' Cenc                                                | +00140,22       | MT0000034 | 36° 01′ 09″ nord, 14° 15′ 43″ est |       |
| L-Inhawi tad-Dwejra u tal-Qawra, inkluz Hagret il-General            | +00086,93       | MT0000019 | 36° 02′ 56″ nord, 14° 11′ 38″ est |       |
| L-Inhawi tal-Buskett u tal-Girgenti                                  | +00244,71       | MT0000018 | 35° 51′ 29″ nord, 14° 24′ 11″ est |       |
| L-Inhawi tal-Ghadira                                                 | +00097,74       | MT0000015 | 35° 58′ 19″ nord, 14° 20′ 46″ est |       |
| L-Inhawi tal-Imgiebah u tal-Mignuna                                  | +00176,4        | MT0000021 | 35° 57′ 56″ nord, 14° 23′ 10″ est |       |
| L-Inhawi tar-Ramla                                                   | +0 0007,42      | MT0000005 | 36° 03′ 45″ nord, 14° 17′ 02″ est |       |
| L-Inhawi tar-Ramla tat-Torri u tal-Irdum tal-Madonna                 | +00074,91       | MT0000009 | 35° 59′ 26″ nord, 14° 22′ 26″ est |       |
| L-Inhawi tax-Xlendi u tal-Wied tal-Kantra                            | +00296,3        | MT0000020 | 36° 01′ 53″ nord, 14° 12′ 53″ est |       |
| Rdumijiet ta' Ghawdex: Id-Dawra tas-Sanap sa Tal-Hajt                | +00029,7        | MT0000028 | 36° 01′ 22″ nord, 14° 13′ 16″ est |       |
| Rdumijiet ta' Ghawdex: Il-Ponta ta' Harrux sal-Bajja tax-Xlendi      | +00057,23       | MT0000029 | 36° 02′ 17″ nord, 14° 11′ 17″ est |       |
| Rdumijiet ta' Ghawdex: Il-Ponta ta' San Dimitri sal-Ponta ta' Harrux | +00064,04       | MT0000030 | 36° 03′ 38″ nord, 14° 11′ 33″ est |       |
| Rdumijiet ta' Ghawdex: Ta' Cenc                                      | +00152,07       | MT0000027 | 36° 01′ 09″ nord, 14° 15′ 43″ est |       |
| Rdumijiet ta' Malta: Ir-Ramla tac-Cirkewwa sal-Ponta ta' Benghisa    | +02 317,25      | MT0000024 | 35° 53′ 50″ nord, 14° 20′ 14″ est |       |
| Rdumijiet ta' Malta: Ix-Xaqqa sa Wied Moqbol                         | +00139,8        | MT0000031 | 35° 49′ 29″ nord, 14° 26′ 15″ est |       |
| Rdumijiet ta' Malta: Ras il-Pellegrin sax-Xaqqa                      | +00378,45       | MT0000032 | 35° 52′ 08″ nord, 14° 21′ 26″ est |       |
| Rdumijiet ta' Malta: Wied Moqbol sal-Ponta ta' Benghisa              | +00055,2        | MT0000033 | 35° 48′ 35″ nord, 14° 31′ 35″ est |       |
| Wied il-Mizieb                                                       | +00024,66       | MT0000012 | 35° 57′ 10″ nord, 14° 21′ 51″ est |       |
| Zona fil-Bahar Bejn Rdum Majjiesa u Ras ir-Raheb                     | +00848,72       | MT0000101 | 35° 55′ 29″ nord, 14° 19′ 36″ est |       |
| Zona fil-Bahar fil-Grigal ta' Malta                                  | +15 519,4       | MT0000105 | 36° 00′ 50″ nord, 14° 23′ 28″ est |       |
| Zona fil-Bahar fl-Inhawi ta' Ghar Lapsi u ta' Filfla                 | +02 450,51      | MT0000102 | 35° 48′ 03″ nord, 14° 25′ 18″ est |       |
| Zona fil-Bahar fl-Inhawi ta' Mgarr ix-Xini (Ghawdex)                 | +00030,56       | MT0000104 | 36° 01′ 07″ nord, 14° 16′ 24″ est |       |
| Zona fil-Bahar fl-Inhawi tad-Dwejra (Ghawdex)                        | +00228,61       | MT0000103 | 36° 03′ 09″ nord, 14° 11′ 10″ est |       |